# 横浜中学校・高等学校
横浜中学校・高等学校（よこはまちゅうがっこう・こうとうがっこう）は、神奈川県横浜市金沢区能見台通に所在し、中高一貫教育を提供する私立中学校・高等学校。
高等学校において、中学校から入学した内部進学生徒と高等学校から入学した外部進学生徒との間では3年間別クラスになる併設型中高一貫校。創立以来男子校であったが、2020年に高校は共学化した。

## 概要
1942年（昭和17年）、旧制神奈川県立横浜第一中学校（現：神奈川県立希望ヶ丘高等学校）の校長であった黒土四郎によって旧制横浜中学校として設立され、後に旧制本牧中学校を吸収。かつては商業科も存在したが、廃止されている。
2023年6月9日に2025年度より中学校の生徒募集を停止すると運営する学校法人徳心学園が発表した。

## 教育理念
- 三条五訓
  - 三条（信頼を受くる人となれ・責任を重んぜよ・秩序を守れ） 五訓（誠意・総力・努力・創造・忍耐）

## 沿革
- 1942年3月 - 神奈川県横浜市中区の横浜基督教青年会館（現在の横浜YMCA）を仮校舎として、剣心学園 横浜中学校（旧制）設立。
- 1944年3月 - 横浜市磯子区岡村に校舎を新築し、移転。
- 1946年3月 - 現在地でもある横浜市金沢区に校舎を取得。同地に移転。
- 1947年
  - 4月 - 学制改革による横浜中学校設立認可。
  - 6月 - 本牧中学校を吸収。
- 1948年3月 - 学制改革による横浜高等学校設置認可、普通科設置。校章が現在使用されているデザインとなる。
- 1951年
  - 3月 - 財団法人 剣心学園を学校法人 徳心学園に組織変更認可。
  - 9月 - 校歌制定。
- 1952年4月 - 商業科を併設。
- 1968年4月 - 横浜中学校一時休校。
- 1973年4月6日 - 硬式野球部、第45回選抜高等学校野球大会で選抜初出場・初優勝を達成。
- 1980年8月22日 - 硬式野球部、第62回全国高等学校野球選手権大会で初優勝を達成。
- 1985年3月 - 休校中の横浜中学校再開。6ヵ年コース（中高一貫教育）の開始。
- 1987年3月 - 長浜グラウンド竣工。
- 1992年4月 - 商業科廃止に伴い、普通科のみとなる。
- 1998年
  - 4月8日 - 硬式野球部、第70回選抜高等学校野球大会で2度目の優勝を達成。
  - 8月22日 - 硬式野球部、第80回全国高等学校野球選手権大会で2度目の優勝・史上5校目の春夏連覇達成。
- 2006年4月4日 - 硬式野球部、第78回選抜高等学校野球大会で3度目の優勝達成。
- 2011年4月 - 六ヵ年一貫コース・高校生用新校舎、使用開始。
- 2017年9月 - 第1グラウンド 人工芝化
- 2019年9月 - 硬式野球部にて、監督・部長による暴言、暴力が発覚。監督・部長は解任となり、翌年4月1日より村田浩明が監督に就任した。
- 2020年4月 - 高校が共学化[2]。
- 2022年10月 - 六ヵ年一貫コースのカリキュラム、クラス編成変更[3]。
- 2025年3月30日 - 硬式野球部、第97回選抜高等学校野球大会で4度目の優勝達成(共学化後初)。これにより高校野球史上初の選抜3元号(昭和・平成・令和)制覇を果たした。
- 2025年4月（予定） - 横浜中学校を募集停止。

## 設置コース
プレミア（特進）コース
国公立・有名私立大学を目指すコースとなっている。教科目数が多いものの、部活動への所属は可能であり、所属している生徒も一定数存在する。2019年に校舎を刷新し、オンライン環境を活かして映像授業の視聴も可能になっている。
アドバンス（文理）コース
中堅私大以上を目指すコースとなっている。また、2年次から理系・文系に分かれる。3年次にクラス替えは行われない。進学は一般および共通テスト入試よりも学校推薦型選抜が推奨されている。理A・文Aクラスも編成されるが、近年は志望者数減少のため編成されていない。
アクティブ（特性）コース
スポーツなどの分野に長けている者を主に対象しているコース。土日に授業はなく、平日5時間のみのコース。部活動を後押しするためのコースらしく、大半の硬式野球部員はこのコースに在籍している。
六ヵ年一貫コース
横浜中学校からの進学者を対象にしているコース。なお、六ヵ年一貫コースには選抜クラスという、特進コースと同様に国公立・有名私立大学を目指すクラスが存在する。

## 校歌・校章
校歌
作詞：尾山篤二郎、作曲：箕作秋吉、1951年9月制定、4番までが存在。
校歌は硬式野球部が選抜高等学校野球大会と全国高等学校野球選手権大会に出場した際に流れるため、神奈川県以外の都道府県でも知名度が高いことで知られている。歌詞には、緩やかな阜（おか）が存在する富岡、絶崖（あず）の連なる磯子区屏風ヶ浦、当時は東洋一の商港であった横浜、といった地名が盛り込まれている。
校章
校章は、創立者・黒土四郎の家紋および横浜市章の外枠を組み合わせてデザインしたものである。

## 制服
- 一般的な詰襟型の学生服（黒色）。
- 夏季は学校指定のワイシャツ、またはポロシャツ。
- 靴は黒色の革靴（コインローファー）。
- 現在は廃止されているが、制帽は認定品の旧一高型・三高型であった。
- 2020年4月の共学化により制服も変更された。

## 年間行事
- 4月 - 入学式・始業式、オリエンテーション（高1）、新入生歓迎演奏会、到達度試験、創立記念日
- 5月 - 中間試験、模擬試験、授業参観、学級懇談会
- 6月 - 進学ガイダンス（高2）、実用英語検定、漢字検定
- 7月 - 期末試験、スポーツ大会 、GTEC（高3）、夢ナビライブ 終業式、ニュージーランド海外語学研修（約3週間）、高校野球全校応援、夏期講座、水泳教室
- 8月 - 全校登校日（21日）、部活動合宿 等
- 9月 - 始業式、進路ガイダンス（高1）、防災訓練、生徒会役員改選
- 10月 - 校外体験学習、横校祭（文化祭）、中間試験、 校外学習（3泊4日・高2）、模擬試験（高3）、到達度試験（高1・高2）、実用英語検定
- 11月 - 授業参観・授業懇談会、漢字検定
- 12月 - 期末試験、高3講座、映画教室、終業式
- 1月 - 始業式、1年生テスト、ニュージーランド短期留学（約3ヶ月間）、センターリサーチ（高3）、漢字検定 、実用英語検定
- 2月 - 模擬試験（高1・高2）、GTEC（高1・高2）、校内献血（希望者）
- 3月 - 卒業式、学年末試験、地域奉仕活動、特別講座、文化芸術教室、防犯等講習会（高1）、終業式

## 横校祭
文化祭であり、例年の11月3日頃の土曜と日曜日に開催され、横浜中学校および横浜高等学校が共に行うことにより、横校祭と称される。内容としては、クラブ、クラス単位の発表、展示、報告、および父母会勇志の製作品の展示およびその販売などである。
その他に、父母会主催の模擬店にて、飲物や物品（野球応援等の横高グッズとして、校名入りスポーツタオルや校名入り黄色メガホン）などの販売が行われ、開催期間中は、生徒用の学生食堂が一般来校者にも開放される。また、来校者としては、年齢や性別を問わずの老若男女が訪れるが、比較的に女子高校生の姿が目立つ。

## 部活動
運動部
（近年の主な大会実績）
全国大会のレベルの実績を持つのは、硬式野球部で春の甲子園〈選抜大会〉17回出場（優勝4回・準優勝1回）、夏の甲子園〈選手権大会〉20回出場（優勝2回）。1998年には明治神宮・選抜・選手権・国体を合わせた史上唯一の四冠達成。
その他にもアーチェリー部、バドミントン部、自転車競技部、剣道部、柔道部、アメフト部、水泳部など。現在は廃部となったが、レスリング部、ボクシング部もプロ選手を輩出している。硬式野球部はプロ野球選手を多数輩出している。
- 硬式野球部（第97回選抜高等学校野球大会優勝）
- バスケットボール部（関東大会準優勝）
- 剣道部（全国大会出場）
- 陸上競技部（全国大会優勝、アジアジュニア2位）
- アーチェリー部（全国大会ベスト16）
- バドミントン部（全国大会5位）
- 自転車競技部全国大会優勝、世界ジュニア日本代表）
- 柔道部（関東大会ベスト8）
- アメリカンフットボール部（県大会3位）
- 卓球部
- ソフトテニス部
- 応援指導部
- 水泳部
- バレーボール（関東大会出場）
- サッカー部
- 軟式野球部

文化部
数々の入選実績がある書道部、写真部、全国俳句大賞で最優秀作品賞に輝いた俳句同好会、囲碁・将棋部も全国大会に出場。そのほか、前述のコンクール入賞や甲子園においての応援指導部および吹奏楽部などがある。

## 応援歌
第一応援歌「新生の歌」、第二応援歌「白雲なびく」（得点時に）、第三応援歌、第五応援歌（チャンス時に）、第六応援歌「横高に勝利あれ」、「理想の旗」、「横高魂爆発 横高アトム」、「横高マーチ」、「ストーンブリッジ」、「B1」、「B」、「B2」等がある。また、新しく『新しき時代に』が加わえられるが、これは作詞、作曲をした慶應義塾大学OBより譲られたものである。2012年10月7日に行われた第70回の横浜高校創立70周年記念祭にて応援指導部より披露された。2017年度から新しく「リバーエンジョイ」が加えられた。

## 設備
校内
- 小講堂 - 小規模の音響設備が完備されており、セミナーやミニ演奏会に活用できる。
- 化学教室 - 好奇心に答える実験室とのことで、リクエストの実験もある。
- コンピューター教室 - 2つの教室に100台のパソコンが各教科で活用される。
- 自習室 - 普段から利用可能。定期試験中などは使えないこともある。
- 図書室 - 閲覧・自習スペースを備えた図書館で蔵書は2万5千冊位。蔵書は古いものが多い。
- 学生食堂 - 平日は8時から16時まで、土曜日は14時まで（180円から450円ぐらい）。量は値段の割には少なめ。売店や自動販売機も設置されている。
- 高校体育館 - 1階は柔道場と卓球場、2階は講堂/多目的体育館、3階は観客席。
- 多目的ホール - 剣道の、剣道部の練習場。
- 第1グラウンド - 人工芝と、それを囲むように1周350メートル程のゴム製トラックがある。正門側のグラウンドで京浜急行本線より見えるのは、このグラウンドである。
- 第2グラウンド（廃止） - 2020年度で廃止。共学化に伴う生徒数増加に伴う4号館が跡地に建設される。

かつては授業の他、部活動で多く使用されていた。
- プール（廃止） - 25メートル×6コースの屋外プールが存在したが、共学化に伴う授業変更によって当施設を使用することはできなくなった。取り壊しが予定されている。
- アーチェリー場 - アーチェリー部の部室、練習場。プールの隣にある。
- 部室棟　- 運動部の部室等がある（現在、旧部室棟は閉鎖）。
- テニスコート - テニス部の練習場。

校外
- 長浜グラウンド - 硬式野球部が使用するグラウンドで、「横浜市金沢区長浜6-11」にある。学校や最寄り駅の能見台駅からは徒歩で約15 - 20分かかる。

## 同窓会
横浜高等学校（旧制横浜中学校）同窓生の近況、母校のニュースのお知らせと新しい同窓生の交流の場として設けられている。

## 歴代理事長・校長
学園長
- 創立者：黒土四郎

歴代学園理事長
- 創立者：黒土四郎
- 第2代：黒土将文
- 第3代：黒土創

歴代高等学校校長
- 初代：黒土四郎
- 第2代：黒土創
- 第3代：平野伸夫
- 第4代：葛蔵造

歴代中学校校長
- 初代：黒土創
- 第2代：平野伸夫
- 第3代：葛蔵造

## 著名な卒業生

### 政治家
- 大村悠（神奈川県議会議員）

### プロ野球選手
※選手名の前の★はタイトルを獲得、または表彰を受けた選手
- 旧制本牧中学校卒
  - ★苅田久徳（元読売ジャイアンツ）（旧制本牧中学校卒） - 野球殿堂入り選手
  - ★若林忠志（元阪神タイガース）（旧制本牧中学校卒） - 野球殿堂入り選手
  - 村沢秀雄（元後楽園イーグルス→元東京セネタース）（旧制本牧中学校卒）
  - 劉瀬章（元南海軍）（旧制本牧中学校卒）
- 1963年度卒
  - 佐野勝稔（元近鉄バファローズ）
  - 井上健仁 (元東映フライヤーズ)
- 1964年度卒
  - 平岡一郎（元大洋ホエールズ→元ロッテオリオンズ→元広島東洋カープ）
- 1965年度卒
  - 飯田幸夫（元近鉄パールス→元中日ドラゴンズ→元大洋ホエールズ）
  - 岸勝之（元大洋ホエールズ）
- 1966年度卒
  - 山口富夫（元太平洋クラブライオンズ→元読売ジャイアンツ）
  - 米山哲夫（元西鉄ライオンズ→元太平洋クラブライオンズ→元広島東洋カープ）
- 1969年度卒
  - 山本秀樹（元西鉄ライオンズ）
- 1972年度卒
  - ★青木実（元ヤクルトスワローズ）
- 1973年度卒
  - 西山茂（元横浜大洋ホエールズ）
- 1974年度卒
  - 永川英植（元ヤクルトスワローズ） - 横浜高校初の選抜大会優勝投手
- 1977年度卒
  - 佐野元国（元近鉄バファローズ→元読売ジャイアンツ）
  - ★中田良弘（元阪神タイガース）
- 1978年度卒
  - ★吉田博之（元福岡ダイエーホークス→元阪神タイガース）
- 1980年度卒
  - ★愛甲猛（元千葉ロッテマリーンズ→元中日ドラゴンズ） - 横浜高校初の選手権大会優勝投手
  - 安西健二（元読売ジャイアンツ）
- 1981年度卒
  - 片平保彦（元横浜大洋ホエールズ）
  - 山中博一（元横浜大洋ホエールズ）
- 1984年度卒
  - 神山一義（元中日ドラゴンズ）
- 1985年度卒
  - 相川英明（元横浜ベイスターズ）
- 1987年度卒
  - 高井一（元阪神タイガース）
  - ★高橋建（元広島東洋カープ→元ニューヨーク・メッツ→元カープ）
- 1990年度卒
  - ★鈴木尚典（元横浜ベイスターズ）
- 1992年度卒
  - 丹波幹雄（元ヤクルトスワローズ）野球部途中退部
  - 中野栄一（元中日ドラゴンズ）
  - 部坂俊之（元阪神タイガース）
- 1993年度卒
  - 白坂勝史（元中日ドラゴンズ→元アメリカ独立リーグ）
  - 高橋光信（元中日ドラゴンズ→元阪神タイガース）
- 1994年度卒
  - 紀田彰一（元横浜ベイスターズ→元西武ライオンズ）
  - 斉藤宜之（元読売ジャイアンツ→元東京ヤクルトスワローズ）
  - ★多村仁志（元横浜ベイスターズ→元福岡ソフトバンクホークス→元ベイスターズ→元中日ドラゴンズ）
  - 矢野英司（元横浜ベイスターズ→元大阪近鉄バファローズ→元東北楽天ゴールデンイーグルス）
- 1995年度卒
  - ★横山道哉（元横浜ベイスターズ→元北海道日本ハムファイターズ→元ベイスターズ）
- 1996年度卒
  - ★阿部真宏（元大阪近鉄バファローズ→元オリックス・バファローズ→埼玉西武ライオンズ）
  - 松井光介（元東京ヤクルトスワローズ）
  - 幕田賢治（元中日ドラゴンズ）
- 1998年度卒（松坂世代）
  - 小池正晃（元横浜ベイスターズ→元中日ドラゴンズ→横浜DeNAベイスターズ）
  - 小山良男（元中日ドラゴンズ）
  - 後藤武敏（元埼玉西武ライオンズ→元横浜DeNAベイスターズ）
  - ★松坂大輔（元西武ライオンズ→元ボストン・レッドソックス→元ニューヨーク・メッツ→元福岡ソフトバンクホークス→元中日ドラゴンズ→元ライオンズ） - 史上5校目の春夏連覇優勝投手
- 2002年度卒
  - 円谷英俊（元読売ジャイアンツ）
- 2003年度卒
  - ★荒波翔（元横浜DeNAベイスターズ）
  - ★成瀬善久（元千葉ロッテマリーンズ→元東京ヤクルトスワローズ→元オリックス・バファローズ→栃木ゴールデンブレーブス）
- 2004年度卒
  - 石川雄洋（元横浜DeNAベイスターズ）
  - ★涌井秀章（元埼玉西武ライオンズ→元千葉ロッテマリーンズ→元東北楽天ゴールデンイーグルス→中日ドラゴンズ）
- 2006年度卒（ハンカチ世代）
  - 佐藤賢治（元千葉ロッテマリーンズ→元北海道日本ハムファイターズ）
  - 下水流昂（元広島東洋カープ→元東北楽天ゴールデンイーグルス）
  - 西嶋一記（元ロサンゼルス・ドジャースマイナー→元熊本ゴールデンラークス→元富士重工業）
  - 福田永将（元中日ドラゴンズ）
- 2007年度卒
  - 髙濱卓也（元阪神タイガース→元千葉ロッテマリーンズ）
- 2008年度卒
  - 土屋健二（元北海道日本ハムファイターズ→元横浜DeNAベイスターズ）
  - 倉本寿彦（元横浜DeNAベイスターズ→くふうハヤテベンチャーズ静岡）
- 2009年度卒
  - ★筒香嘉智（元横浜DeNAベイスターズ→元タンパベイ・レイズ→元ロサンゼルス・ドジャース→元ピッツバーグ・パイレーツ→元アメリカ独立リーグ→ベイスターズ）
- 2011年度卒
  - ★近藤健介（元北海道日本ハムファイターズ→福岡ソフトバンクホークス）
  - 乙坂智（元横浜DeNAベイスターズ→元メキシコシティ・レッドデビルズ→元レオン・ブラボーズ→元サルティーヨ・サラぺメーカーズ→元アメリカ独立リーグ→元ユカタン・ライオンズ→元アメリカ独立リーグ→読売ジャイアンツ）
- 2012年度卒（大谷・藤浪世代）
  - 田原啓吾（元読売ジャイアンツ）
  - ★柳裕也（中日ドラゴンズ）
  - 樋口龍之介（元新潟アルビレックス・ベースボール・クラブ→元北海道日本ハムファイターズ）
- 2014年度卒
  - 淺間大基（北海道日本ハムファイターズ）
  - 髙濱祐仁（元北海道日本ハムファイターズ→元阪神タイガース）
  - 渡邊佳明（東北楽天ゴールデンイーグルス）
  - ★伊藤将司（阪神タイガース）
- 2016年度卒
  - 藤平尚真（東北楽天ゴールデンイーグルス）
  - 石川達也（元横浜DeNAベイスターズ→読売ジャイアンツ）
- 2017年度卒
  - 増田珠（元福岡ソフトバンクホークス→東京ヤクルトスワローズ）
  - 福永奨（オリックス・バファローズ）
- 2018年度卒
  - ★万波中正（北海道日本ハムファイターズ）
  - 土生翔太（元茨城アストロプラネッツ→中日ドラゴンズ）
- 2019年度卒
  - 及川雅貴（阪神タイガース）
- 2020年度卒
  - 松本隆之介（横浜DeNAベイスターズ）
  - 木下幹也（読売ジャイアンツ）
  - 度会隆輝（横浜DeNAベイスターズ）
  - 津田啓史（中日ドラゴンズ）
  - 庄子雄大（福岡ソフトバンクホークス）
- 2023年度卒
  - 杉山遙希（埼玉西武ライオンズ）

### 社会人野球
- 1965年度卒
  - 平井信司（専修大 - 日拓観光 - エアロマスター - デュプロ）
- 1992年度卒
  - 鈴木章仁（法政大- 三菱自動車川崎）
- 1993年度卒
  - 平馬淳（法政大 - 東芝）
- 2001年度卒
  - 大河原正人（亜細亜大 - 東芝）

### 硬式野球指導者
- 1962年度卒
  - 小倉清一郎（東京農業大 - 三菱自動車川崎 - 河合楽器 - 野球指導者）
  - 渡辺元智（神奈川大 - 横浜）
- 1975年度卒
  - 上野貴士（東芝 - ヤマハ - 横浜 - 平塚学園 - 富士学苑）
- 2001年度卒
  - 平田徹（国際武道大 - 横浜・同校保健体育科教諭 - 彩星工科）
- 2004年度卒
  - 村田浩明（日本体育大 - 横浜 - 霧が丘 - 白山 - 横浜）

### プロレスラー・総合格闘家
- 鈴木みのる
- 渋谷修身
- 宇野薫
- 水垣偉弥

### プロボクサー
- 大橋秀行
- 葛西裕一
- 保住直孝
- 松本好二
- 大和心
- 岡田誠一
- 松本亮（ボクシング部廃部後のため大橋ボクシングジムを拠点に個人参加）
- 平岡アンディ
- 木幡竜

### アマチュアボクシング選手
- 副島保彦

### 自転車競技選手
- 福田圭晃
- 山本雅道

#### 競輪選手
- 佐々木龍

### その他スポーツ
- 金子雅弘（空手家）
- 前進山良太（元大相撲力士）
- 横溝三郎（陸上競技、元神奈川大学監督 / 中央大学） - 箱根駅伝6連覇、1964年東京五輪3000m障害出場
- 松永大介（陸上競技、東洋大学） -リオデジャネイロオリンピック 20キロメートル競歩 7位入賞
- 山本博（アーチェリー） - ロサンゼルス五輪男子個人銅メダル、アテネ五輪男子個人銀メダリスト
- 天野純（サッカー選手）横浜F・マリノス
- 寺門陸（サッカー選手）
- 松田詠太郎（サッカー選手）
- 佐々木将貴（元サッカー選手、サッカー指導者）
- 小原翼（バスケットボール選手） 横浜ビー・コルセアーズ
- 菅原俊（元アメリカンフットボール選手、指導者）
- 宮田莉朋 (レーシングドライバー)

### 芸能人
- ミッキー安川（タレント、ラジオパーソナリティー）
- 金子勝彦（元テレビ東京アナウンサー）
- 工藤聖太（札幌テレビ放送アナウンサー）
- マット安川（ラジオパーソナリティー）
- 五十嵐充（元Every Little Thing）
- 山崎まさや（元ジョーダンズ）
- タケタリーノ山口（瞬間メタル、ボクシング部所属、大和と同期）
- 北川悠仁（ゆず、バスケットボール部所属）
- 上地雄輔（俳優・タレント、アーティストネームは遊助、野球部所属・松坂大輔とは1学年上の1997年度卒）
- 金谷マサヨシ（俳優）
- うえずみのる（俳優）
- 生徒会長金子（お笑い芸人）
- サイプレス上野（ラッパー、サイプレス上野とロベルト吉野）
- TOMORO（ラッパー）
- みとゆな（モデル・タレント）
- 春風亭かけ橋（落語家）

### その他
- 角谷浩一（政治ジャーナリスト）
- 川尻善昭（アニメーション監督）
- 北大路翼（俳人）
- 田島榮（劇作家）
- 大仏見富士（小説家・タレント)

## 交通
- 京急本線 能見台駅から徒歩3分
- 京浜急行バス 長浜（循環器センター前）下車 徒歩2分
- 横浜市営バス 能見台駅入口下車 徒歩4分

## 関連放送番組
- NHKスペシャル 『延長17回 〜横浜vsPL学園・闘いの果てに〜』 NHK総合[5] 1998年9月6日放送
- ラジオ深夜便 こころの時代 『高校野球が教えるもの（1・2）』（横浜高校教諭 渡辺元智） NHKラジオ第一 2007年3月1・2日放送
- ホリデーインタビュー 『野球は"恩人"〜横浜高校野球部監督・渡辺元智さん〜』 NHK総合 2011年5月5日放送

## 関連書籍
- 「ドキュメント 横浜vsPL学園」朝日グラフ取材班 朝日新聞社
- 「続ドキュメント 横浜vsPL学園」朝日グラフ取材班 朝日新聞社
- 「敵手」降籏学著 講談社
- 「監督術」白夜書房
- 「白球は奇跡を喚んだ」渡辺元智著 報知新聞社
- 「立ち上がれふり向くな」渡辺元智著 報知新聞社
- 「もっと自分を好きになれ！」渡辺元智著 青春出版社
- 「育成力 ダメなやつほどよく伸びる」渡辺元智著
- 「参謀の甲子園　横浜高校　常勝の虎の巻」小倉清一郎著　講談社